# دانه تاج‌خروس

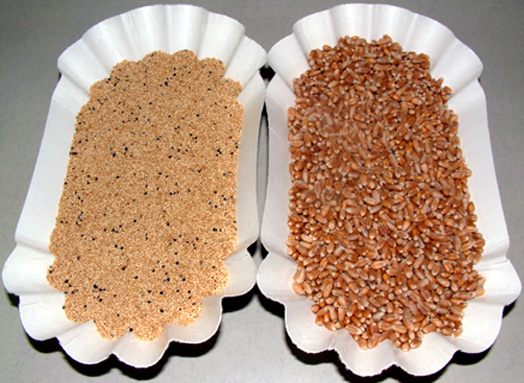
دانه تاج‌خروس (چپ) و گندم (راست)

دانه تاج‌خروس (به انگلیسی: Amaranth grain)، گونه‌های متعلق به سرده تاج‌خروس برای دانه خود به‌مدت ۸۰۰۰ سال کشت می‌شدند. گیاهان تاج‌خروس به‌عنوان شبه‌غلات طبقه‌بندی شده و برای دانه‌های نشاسته‌ای خوراکی کشت می‌شوند، اما آنها در خانواده گیاه‌شناسی غلات واقعی مانند گندم و برنج نیستند. گونه‌های تاج‌خروس که هنوز به‌عنوان دانه استفاده می‌شوند عبارتند از: باروتک، تاج‌خروس مکزیکی (Amaranthus caudatus) و تاج‌خروس شاه‌پر (Amaranthus hypochondriacus). عملکرد تاج‌خروس دانه‌ای با عملکرد برنج یا ذرت قابل مقایسه است.
دانه‌ها غذای اصلی آزتک‌ها و بخشی جدایی‌ناپذیر از مراسم مذهبی آزتک‌ها بود. کشت تاج‌خروس توسط فاتحان پس از فتح ملت آزتک ممنوع شد. با این حال، این گیاه از آن زمان به‌عنوان یک علف هرز رشد کرده است، بنابراین پایه ژنتیکی آن تا حد زیادی حفظ شده است. تحقیقات در مورد تاج‌خروس دانه‌ای در دهه ۱۹۷۰ در ایالات‌متحده آغاز شد. تا پایان دهه ۱۹۷۰، چند هزار جریب در آنجا کشت می‌شد و همچنان زیر کشت می‌رود.[۵]
بخش عمده‌ای از دانه تاج‌خروس که در حال حاضر رشد می‌کند در فروشگاه‌های مواد غذایی بهداشتی فروخته می‌شود. دانه تاج‌خروس همچنین به‌عنوان یک محصول غذایی در مناطق محدودی از مکزیک کشت می‌شود، جایی که از آن برای تهیه آبنبات به نام الگریا (alegría) (اسپانیایی برای شادی) در زمان جشنواره استفاده می‌شود. در سایر آماده‌سازی‌ها، می‌توان دانه را مانند ذرت بوداده ریخت و سپس یا با عسل مخلوط کرد یا مانند یک غلات صبحانه سرد با شیر، میوه‌های خشک و آجیل سرو کرد. دانه تاج‌خروس همچنین می‌تواند برای استخراج روغن تاج‌خروس (Amaranth oil)، یک روغن گیاهی با کاربردهای تجاری استفاده شود.

## تجزیه و تحلیل تغذیه‌ای
دانه تاج‌خروس خام برای انسان غیرقابل خوردن است و نمی‌توان آن را هضم کرد زیرا مانع از جذب مواد مغذی می‌شود.بنابراین باید مانند سایر غلات آماده و پخته شود. تاج‌خروس پخته شده در ۱۰۰ گرم ۴۳۰ کیلوژول (۱۰۳ کیلوکالری) انرژی غذایی را تأمین می‌کند و منبع نسبتاً غنی از مواد معدنی غذایی از جمله فسفر، منگنز و آهن است. تاج‌خروس پخته شده ۷۵٪ آب، ۱۹٪ کربوهیدرات، ۴٪ پروتئین و ۲٪ چربی است (جدول).
با توجه به سازمان نگرانی‌های آموزشی برای گرسنگی (ECHO)، برگ‌های تاج‌خروس مغذی هستند و «مقدار ویتامین C، آهن، بتاکاروتن، کلسیم، اسید فولیک و پروتئین به‌ویژه زیاد است»، با این حال، برگ‌های تاج‌خروس حاوی عوامل ضدتغذیه‌ای از جمله اگزالات‌ها، نیترات‌ها، ساپونین‌ها و ترکیبات فنلی است. روش‌های پخت مانند جوشاندن برگ‌ها در آب و سپس دور ریختن آب ممکن است اثرات سمی را کاهش دهد. این گزارش همچنین به مطالعه‌ای اشاره می‌کند که نشان می‌دهد «تحقیقات نشان داده است که مصرف ۲۰۰ گرم تاج‌خروس پخته شده هیچ مشکلی برای سلامتی ایجاد نمی‌کند.»
دانه تاج‌خروس سرشار از پروتئین و لیزین است، آمینو اسیدی که در سایر غلات به مقدار کم یافت می‌شود. طبق گفته فائو، دانه تاج‌خروس به‌عنوان منبع پروتئین «از نظر محتوا و کیفیت نسبت به غلات سنتی برتر است». دانه تاج‌خروس دارای کمبود اسیدهای آمینه ضروری مانند لوسین و ترئونین است که هر دو در جوانه گندم وجود دارند. دانه تاج‌خروس عاری از گلوتن است که آن را برای افراد مبتلا به عدم تحمل گلوتن به دانه‌ای مناسب تبدیل می‌کند.
| خلاصه ~ ترکیب:          | تاج‌خروس | گندم  | برنج  | ذرت‌شیرین | سیب‌زمینی |
| جزء (در هر بخش ۱۰۰ گرم) | مقدار   | مقدار | مقدار | مقدار    | مقدار    |
| ----------------------- | ------- | ----- | ----- | -------- | -------- |
| آب (g)                  | ۱۱      | ۱۳    | ۱۲    | ۷۶       | ۸۲       |
| انرژی(kJ)               | ۱۵۵۴    | ۱۳۶۸  | ۱۵۲۷  | ۳۶۰      | ۲۸۸      |
| انرژی (kcal)            | ۳۷۱     | ۳۲۷   | ۳۶۵   | ۸۶       | ۶۹       |
| پروتئین (g)             | ۱۴      | ۱۳    | ۷     | ۳        | ۱٫۷      |
| چربی (g)                | ۷       | ۲     | ۱     | ۱        | ۰٫۱      |
| کربوهیدرات (g)          | ۶۵      | ۷۱    | ۷۹    | ۱۹       | ۱۶       |
| فیبر (g)                | ۷       | ۱۲    | ۱     | ۳        | ۲٫۴      |
| شکر (g)                 | ۱٫۷     | <۰٫۱  | >۰٫۱  | ۳        | ۱٫۲      |
| آهن (mg)                | ۷٫۶     | ۳     | ۰٫۸   | ۰٫۵      | ۰٫۵      |
| منگنز (mg)              | ۳٫۴     | ۴     | ۱٫۱   | ۰٫۲      | ۰٫۱      |
| کلسیم (mg)              | ۱۵۹     | ۲۹    | ۲۸    | ۲        | ۹        |
| منیزیم (mg)             | ۲۴۸     | ۱۲۶   | ۲۵    | ۳۷       | ۲۱       |
| فسفر (mg)               | ۵۵۷     | ۲۸۸   | ۱۱۵   | ۸۹       | ۶۲       |
| پتاسیم (mg)             | ۵۰۸     | ۳۶۳   | ۱۱۵   | ۲۷۰      | ۴۰۷      |
| روی (mg)                | ۲٫۹     | ۲٫۶   | ۱٫۱   | ۰٫۵      | ۰٫۳      |
| pantothenic acid (mg)   | ۱٫۵     | ۰٫۹   | ۱٫۰   | ۰٫۷      | ۰٫۳      |
| ویتامین بی۶ (mg)        | ۰٫۶     | ۰٫۳   | ۰٫۲   | ۰٫۱      | ۰٫۲      |
| فولات (μg)              | ۸۲      | ۳۸    | ۸     | ۴۲       | ۱۸       |
| تیامین (mg)             | ۰٫۱     | ۰٫۳   | ۰٫۱   | ۰٫۲      | ۰٫۱      |
| ریبوفلاوین (mg)         | ۰٫۲     | ۰٫۱   | >۰٫۱  | ۰٫۱      | >۰٫۱     |
| نیاسین (mg)             | ۰٫۹     | ۵٫۴   | ۱٫۶   | ۱٫۸      | ۱٫۱      |

جدول زیر ارزش غذایی دانه تاج‌خروس پخته شده و خوراکی تا دانه گندم پخته و خوراکی را نشان می‌دهد.
| خلاصه ~ ترکیب:          | دانه تاج‌خروس پخته شده[۱] | غلات، گندم کامل، پخته |
| جزء (در هر بخش ۱۰۰ گرم) | مقدار                    | مقدار                 |
| ----------------------- | ------------------------ | --------------------- |
| آب (g)                  | ۷۵                       | ۸۳                    |
| انرژی(kJ)               | ۴۲۹                      | ۲۵۹                   |
| انرژی (kcal)            | ۱۰۳                      | ۶۲                    |
| پروتئین (g)             | ۴                        | ۲                     |
| چربی (g)                | ۲                        | ۰٫۴                   |
| کربوهیدرات (g)          | ۱۹                       | ۱۴                    |
| فیبر (g)                | ۲                        | ۲                     |
| شکر (g)                 | n/a                      | n/a                   |
| آهن (mg)                | ۲٫۱                      | ۰٫۶                   |
| منگنز (mg)              | ۰٫۸۵                     | ۰٫۸۵                  |
| کلسیم (mg)              | ۴۷                       | ۷                     |
| منیزیم (mg)             | ۶۵                       | ۲۲                    |
| فسفر (mg)               | ۱۴۸                      | ۶۹                    |
| پتاسیم (mg)             | ۱۳۵                      | ۷۱                    |
| روی (mg)                | ۰٫۹                      | ۰٫۵                   |
| pantothenic acid (mg)   | <۰٫۱                     | n/a                   |
| ویتامین بی۶ (mg)        | ۰٫۱۱                     | ۰٫۰۷                  |
| فولات (μg)              | ۲۲                       | ۱۴                    |
| تیامین (mg)             | <۰٫۱                     | ۰٫۰۷                  |
| ریبوفلاوین (mg)         | ۰٫۰۲                     | ۰٫۰۵                  |
| نیاسین (mg)             | ۰٫۲۴                     | ۰٫۸                   |

## کشت
حدود ۷۵ گونه در سرده تاج‌خروس وجود دارد. بسیاری از گونه‌های دانه تاج‌خروس گیاهان مقاومی هستند که در برابر تغییرات پی‌اچ، محتوای نمک، محیط، دما و خشکی مقاومت نشان می‌دهند. دانه‌های تاج‌خروس دارای تنوع ژنتیکی و توانایی سازگاری هستند.
چند نمونه از گونه‌های تاج‌خروس عبارتند از: تاج‌خروس سفید (Amaranthus albus)، تاج‌خروس (Amaranthus blitoides)، تاج‌خروس هیبریدی (Amaranthus hybridus)، تاج‌خروس نخلی (Amaranthus palmeri)، تاج‌خروس پاول (Amaranthus powelllii)، تاج‌خروس پیچان (Amaranthus retroflexus)، تاج‌خروس خاردار (Amaranthus spinosus)، تاج‌خروس غده‌ای (Amaranthus tuberculatus) و تاج‌خروس سرزنده (Amaranthus viridis). تاج‌خروس پیچان یا تاج‌خروس «خکچه»، گونه‌ای تاج‌خروس وحشی بومی ایالات‌متحده است و در شمال‌شرق، نبراسکا و دشت‌های بزرگ، جنوب و غرب به‌عنوان یک علف‌هرز در نظر گرفته می‌شود. این نام از تمایل گیاه به جوانه‌زدن در جایی که گرازها در مرتع تغذیه می‌شوند، گرفته شده است. اگرچه هم برگ‌ها و هم دانه‌های آن خوراکی هستند، تاج‌خروس به‌عنوان یک محصول غذایی کشت نشده است.

## مصارف فرهنگی

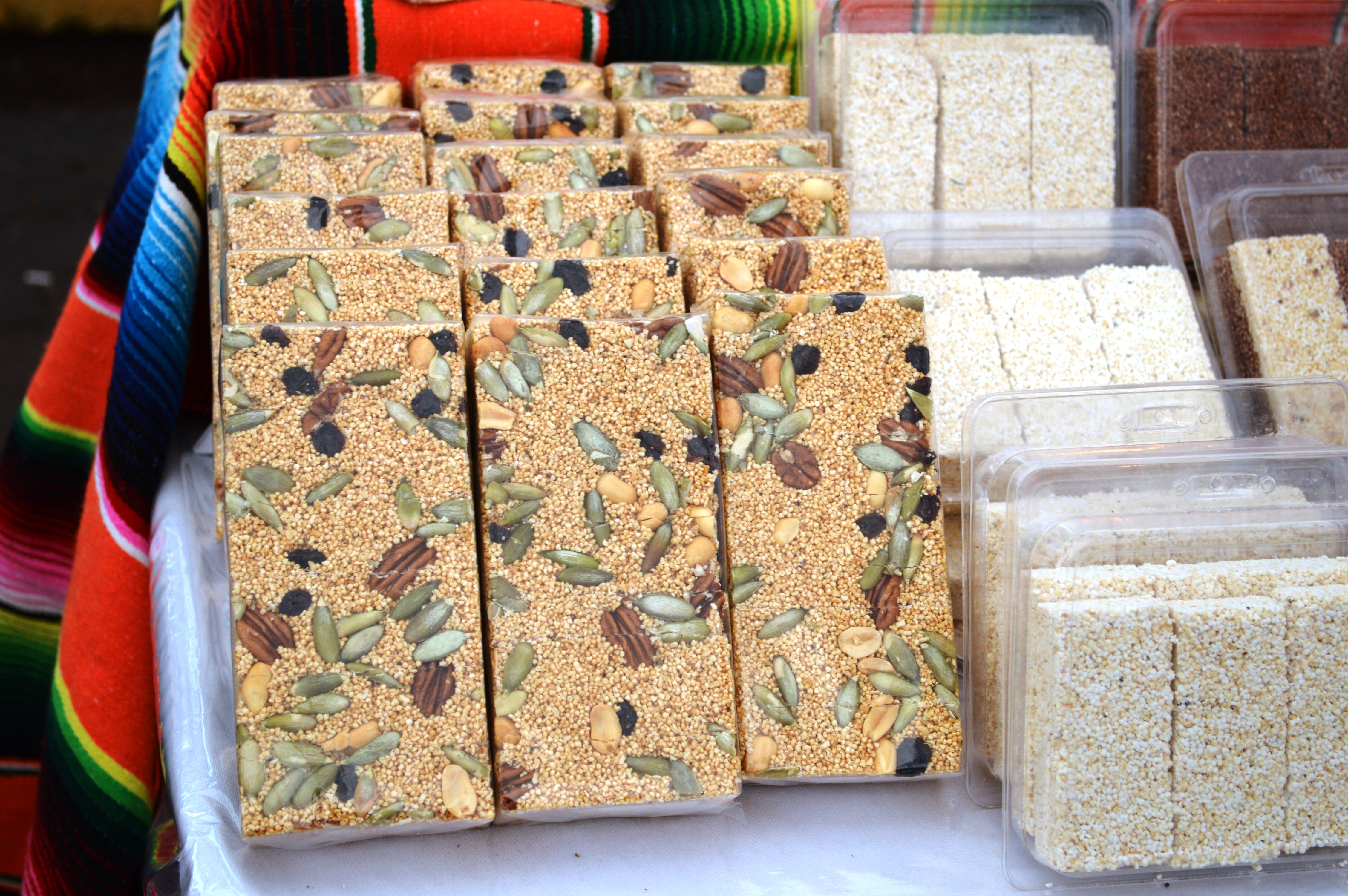
الگریا، یک میان‌وعده مکزیکی که با دانه گل تاج‌خروس درست می‌شود.

آزتک‌ها تاج‌خروس را به‌عنوان یک محصول اصلی غلات در جایی که مکزیک کنونی در دوران پیشاکلمبی نامیده می‌شود، کشت می‌کردند. تاج‌خروس توسط آزتک‌ها برای تاماله، تورتیلا و آتول (Atole) (غلات داغ) استفاده می‌شد. علاوه بر این، آنها در طول ماه مقدس اویتسیلوپوچتلی تصاویر شکلی از خدایان خود را با تاج خروس، آگاو و ذرت می‌ساختند. در آخر ماه مجسمه‌های ساخته شده خدایان را خانواده‌ها می‌خوردند تا «خدا را به درون خود ببرند». هنگامی که اسپانیایی‌ها اعمال مذهبی مانند این را ممنوع کردند و دین خدای خود را که از طریق گندم پرستش می‌شد، تحمیل کردند، کشت دانه تاج‌خروس کاهش یافت. در فرهنگ کنونی مکزیک در روز مردگان، دانه‌های تاج‌خروس به‌عنوان میان‌وعده برای ارواح ارائه می‌شود. جمجمه‌های خوراکی از نظر تاریخی با دانه‌های گل تاج‌خروس ساخته می‌شدند، اگرچه امروزه از شکر ساخته می‌شوند.

## نگارخانه

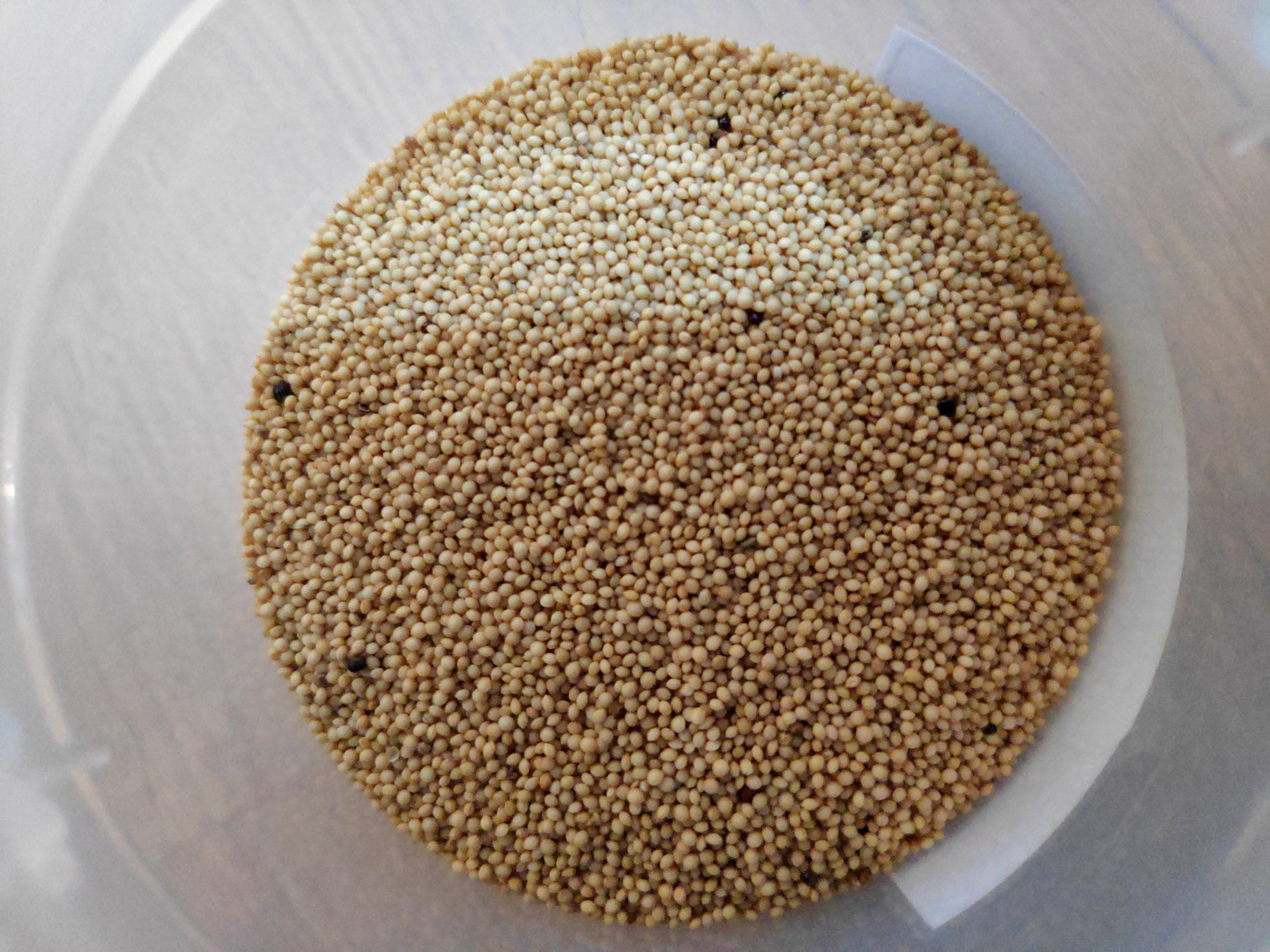
دانه تاج‌خروس از نپال
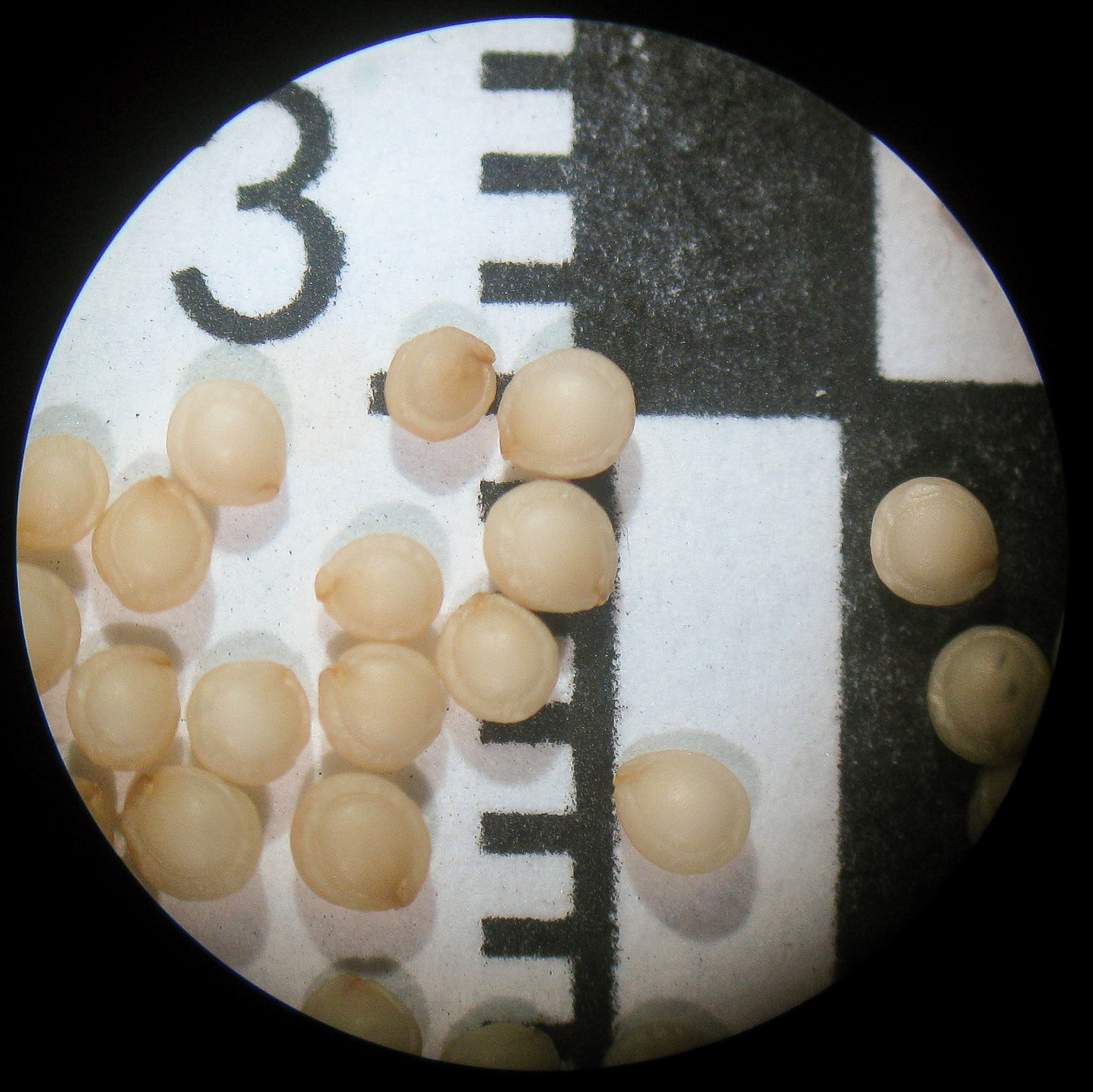
دانه تاج‌خروس زیر ذره‌بین
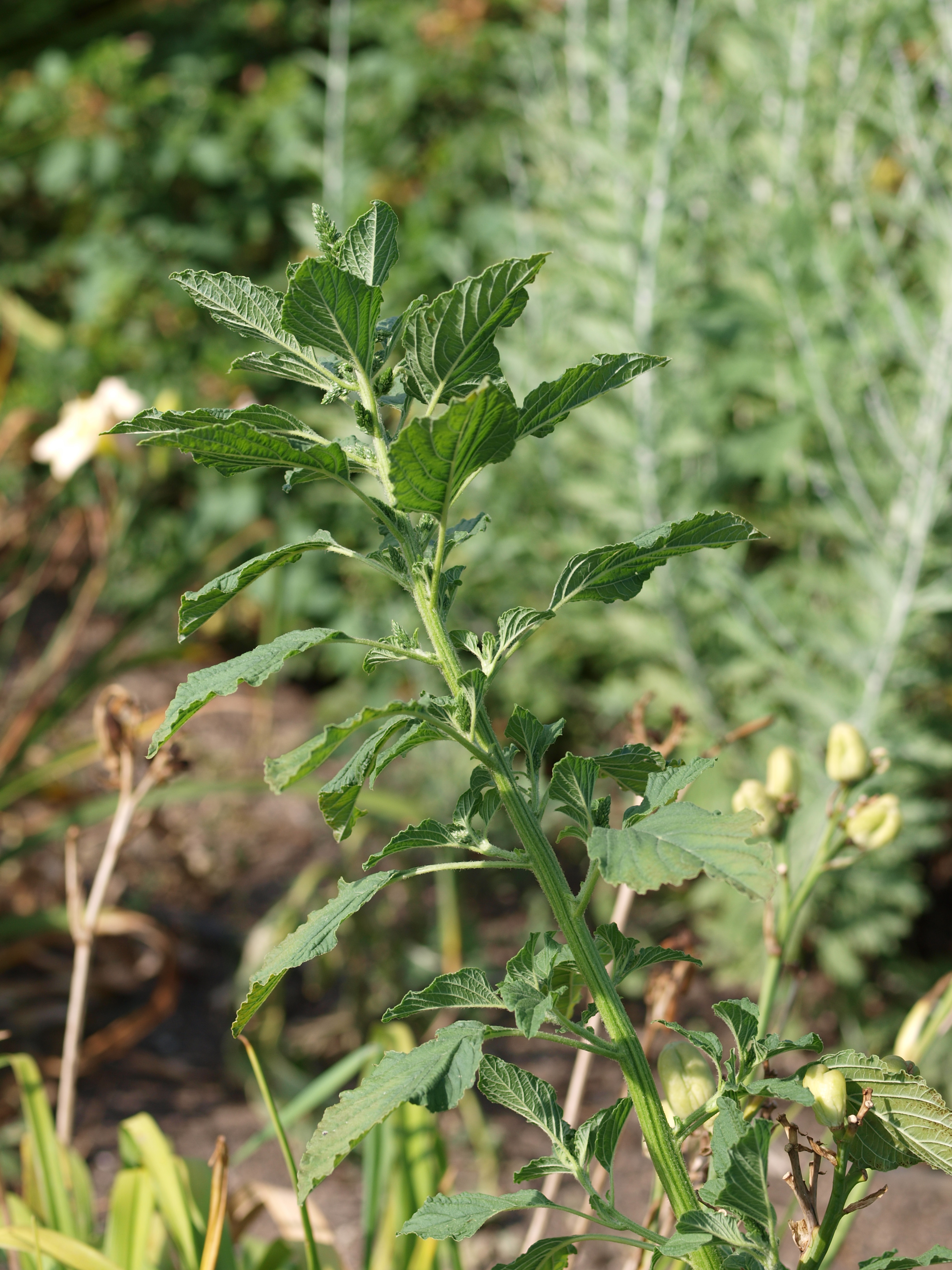
Amaranthus retroflexus، معروف به «گیاه خوک»
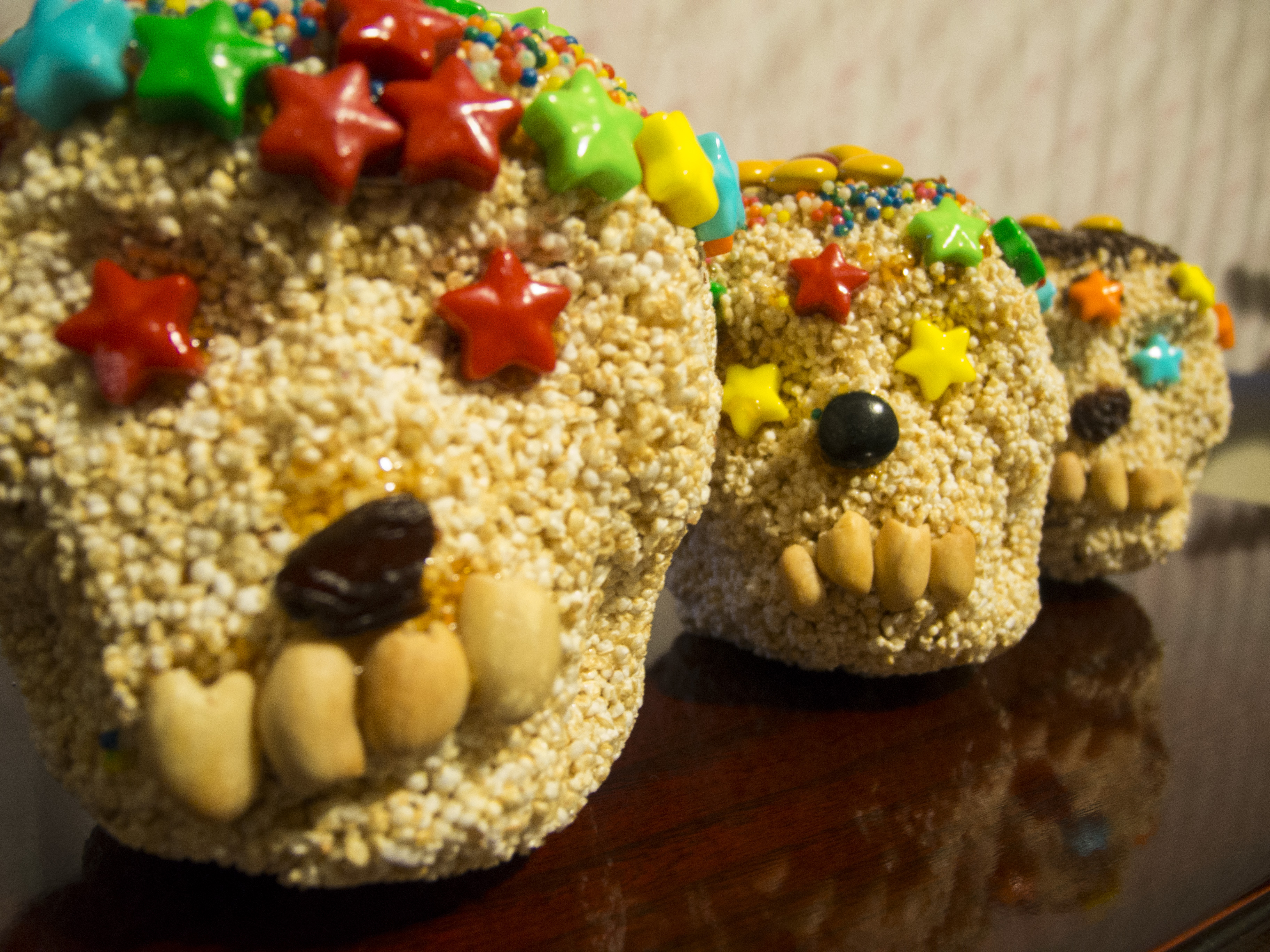
اشکال جمجمه ساخته شده از تاج‌خروس و عسل برای روز مردگان در مکزیک